# Mafkar Szarki
Mafkar Szarki (arab. مفكر شرقي) – wieś w Syrii, w muhafazie Hama. W 2004 roku liczyła 802 mieszkańców.